# 約翰遜村 (科羅拉多州)
約翰遜村（英語：Johnson Village）是位於美國科羅拉多州查菲縣的一個人口普查指定地區。

## 地理
約翰遜村的座標為38°48′39″N 106°06′24″W / 38.81083°N 106.10667°W，而該地最高點為海拔高度2393米（即7853英尺）。

## 人口
根據2010年美國人口普查的數據，約翰遜村的面積為0.78平方千米。當地共有人口246人，而人口密度為每平方千米315人。